# Colroy-la-Roche
Colroy-la-Roche je občina v departmaju Bas-Rhin francoske regije Alzacija.
Leta 1990 je v občini živelo 435 oseb oz. 53 oseb/km².